# کابینه جمهوری آذربایجان
کابینه جمهوری آذربایجان (ترکی آذربایجانی: Azərbaycan Respublikasının Nazirlər Kabineti) یک نهاد اجرایی والا می‌باشد، که با هدف اجرای دستورهای ریاست جمهوری تشکیل شده و در انجام فعالیت‌های خود یکسره تابع رئیس جمهوری و پاسخگو در مقابل او است. اصول عملکرد کابینه از سوی رئیس‌جمهور این کشور مشخص می‌گردد.
اعضای کابینه عبارتند از: نخست‌وزیر و معاونان او، وزرا و سران دیگر نهادهای اجرایی مرکزی. ریاست جلسات کابینه همواره به عهده نخست‌وزیر می‌باشد. نخست‌وزیر با موافقت مجلس ملی توسط ریاست جمهوری آذربایجان منصوب می‌گردد.
در صورتی که قواعد عمومی تصویب شود، کابینه وزرا موظف است دستورهایی یا فرمان‌هایی در دیگر موارد به تصویب برساند. تعهدات کابینه وزرا دربردارنده تدوین برنامه بودجه دولت و ارائه آن به ریاست جمهوری، تامیت انجام لایحه بودجه دولت، سیاست‌های مالی، اعتباری و پولی، برنامه‌های اقتصادی دولت، لوایح تأمین اجتماعی همگانی، و نیز صدارت وزارتخانه‌ها و سایر ارگان‌های اجرایی مرکزی و لغو دستورهای آنها می‌باشد.

## تاریخ تأسیس
کابینه وزرای جمهوری آذربایجان بر پایه قانون شماره ۵۰- دوازدهم این کشور در مورخه ۷ فوریه سال ۱۹۹۱ دایر گردید.

## ریاست جمهوری
رئیس دولت و رئیس حکومت جدا از نهاد قانونگذار کشور هستند. رئیس‌جمهور، رئیس دولت و رئیس قوه مجریه تلقی می‌گردد، که در نتیجه انتخابات به این سمت انتخاب می‌شود. معاون اول رئیس‌جمهور از جانب خود وی منصوب می‌شود، در حالی که نخست‌وزیر توسط رئیس‌جمهور معرفی می‌شود و تاییدپذیری او منوط به رای مجلس ملی آذربایجان است.

## اعضای کابینه
کابینه شامل نخست‌وزیر و معاونان او، وزیران و سران دیگر ارگان‌های اجرایی مرکزی می‌شود. کابینه دولت درست در روزی که رئیس‌جمهور تازه انتخاب شده به روی کار می‌آید، استعفا می‌دهد. نخست‌وزیر همیشه ریاست جلسات کابینه را بر عهده دارد.
| سمت                                          | متصدی            | عکس | از             | سن |
| -------------------------------------------- | ---------------- | --- | -------------- | -- |
| نخست‌وزیر                                     | علی اسدوف        |     | ۸ اکتبر ۲۰۱۹   | ۶۸ |
| معاون اول نخست‌وزیر                           | یعقوب ایوبف      |     | ۱۳ فوریه ۲۰۰۳  | ۷۹ |
| معاون نخست‌وزیر                               | علی احمدف        |     | ۲۲ اکتبر ۲۰۱۳  | ۷۲ |
| معاون نخست‌وزیر                               | شاهین مصطفی‌اف    |     | ۲۲ اکتبر ۲۰۱۹  | ۶۰ |
| وزیر کشاورزی                                 | انعام کریم‌اف     |     | ۲۱ آوریل ۲۰۱۸  | ۴۸ |
| وزیر فرهنگ                                   | آنار کریموف      |     | ۵ ژانویه ۲۰۲۱  | ۴۸ |
| وزیر دفاع                                    | ذاکر حسن‌اف       |     | ۲۲ اکتبر ۲۰۱۳  | ۶۶ |
| وزیر صنایع دفاع                              | مدد قلی‌اف        |     | ۲۰ ژوئن ۲۰۱۹   | ۶۶ |
| وزیر بوم‌شناسی و منابع طبیعی                  | مختار بابایف     |     | ۲۳ آوریل ۲۰۱۸  | ۵۷ |
| وزیر اقتصاد                                  | میکاییل جبارف    |     | ۲۳ اکتبر ۲۰۱۹  | ۴۸ |
| وزیر آموزش                                   | امین امیرالله‌اف  |     | ۲۷ ژوئیه ۲۰۲۰  | ۴۲ |
| وزیر شرایط اضطراری                           | کمال‌الدین حیدروف |     | ۶ فوریه ۲۰۰۶   | ۶۴ |
| وزیر انرژی                                   | پرویز شاهبازف    |     | ۱۲ اکتبر ۲۰۱۷  | ۵۵ |
| وزیر مالیه                                   | سامیر شریف‌اف     |     | ۱۸ آوریل ۲۰۰۶  | ۶۳ |
| وزیر امور خارجه                              | جیحون بایرامف    |     | ۱۶ ژوئیه ۲۰۲۰  | ۵۲ |
| وزیر بهداشت                                  | Teymur Musayev   |     | April 23, 2021 | ۵۴ |
| وزیر کشور                                    | Vilayet Eyvazov  |     | ۲۰ ژوئن ۲۰۱۹   | ۵۷ |
| وزیر دادگستری                                | فکرت محمدف       |     | ۱۹ آوریل ۲۰۰۰  | ۷۰ |
| وزیر کار و حفاظت اجتماعی مردم                | Sahil Babayev    |     | ۲۱ آوریل ۲۰۱۸  | ۴۵ |
| وزیر حمل و نقل، ارتباطات و فناوری‌ها          | رشاد نبیف        |     | ۲۵ ژانویه ۲۰۲۱ | ۴۸ |
| وزیر جوانان و ورزش                           | فرید گییبوف      |     | ۹ سپتامبر ۲۰۲۱ | ۴۶ |
| رئیس کمیته دولتی شهرسازی و معماری            | Anar Guliyev     |     | ۸ ژانویه ۲۰۲۰  | ۴۷ |
| رئیس کمیته دولتی امور خانواده، زنان و کودکان | بهار مراداوا     |     | ۱۲ مارس ۲۰۲۰   | ۶۳ |
| رئیس کمیته دولتی پناهندگان و آوارگان         | Rovshan Rzayev   |     | ۲۱ آوریل ۲۰۱۸  | ۶۳ |
| رئیس کمیته دولتی کار با دیاسپورا             | Fuad Muradov     |     | ۲۳ آوریل ۲۰۱۸  | ۴۶ |
| رئیس کمیته دولتی کار با سازمان‌های دینی       | مبارز قربانعلی   |     | ۲۱ ژوئیه ۲۰۱۴  | ۷۱ |
| رئیس کمیته دولتی مراسم                       | Safar Mehdiyev   |     | ۲۳ آوریل ۲۰۱۸  | ۵۲ |
| رئیس کمیته دولتی آمار                        | Tahir Budagov    |     | ۱۳ اوت ۲۰۱۵    | ۶۰ |
| رئیس سرویس اطلاعات خارجی                     | اورخان سلطان‌اف   |     | ۱۴ دسامبر ۲۰۱۵ | ۴۸ |
| رئیس مرزبانی                                 | الچین قلی‌اف      |     | ۳۱ ژوئیه ۲۰۰۲  | ۵۷ |
| رئیس سرویس دولتی مهاجرت                      | Vusal Huseynov   |     | ۲۳ آوریل ۲۰۱۸  | ۴۵ |
| رئیس پلیس امنیتی دولتی                       | علی نقی‌اف        |     | ۲۰ ژوئن ۲۰۱۹   | ۶۶ |
| رئیس سرویس دولتی بسیج و سربازگیری            | آرزو رحیمف       |     | ۱۳ فوریه ۲۰۱۲  | ۶۰ |
| رئیس سازمان دولتی ایمنی غذایی                | Goshgar Tahmazli |     | ۲۵ دسامبر ۲۰۱۷ | ۵۵ |
| رئیس سازمان دولتی جهانگردی                   | فؤاد نقیف        |     | ۲۳ آوریل ۲۰۱۸  | ۵۰ |